# Valle Strona

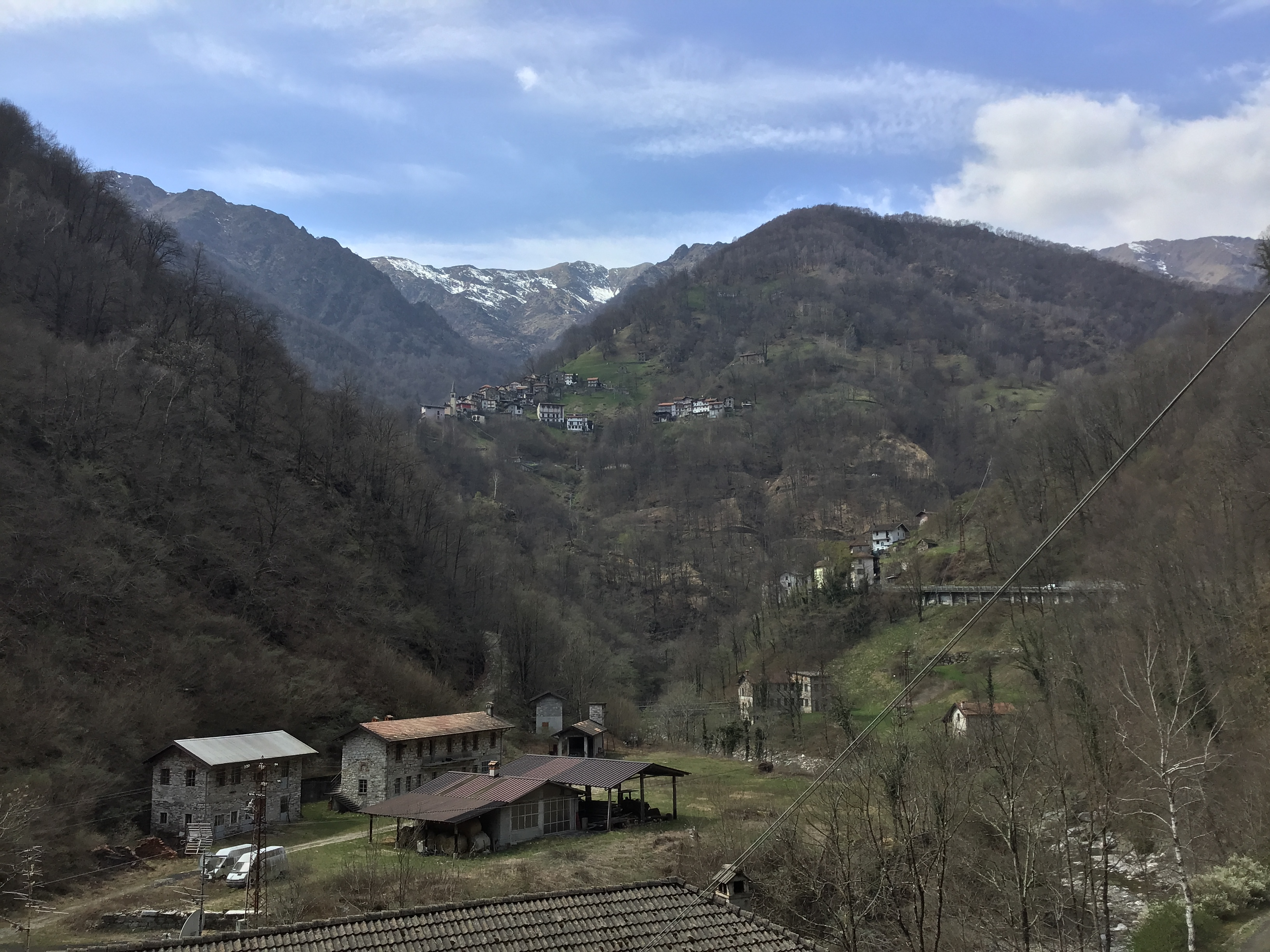
Sambughetto visto da Marmo

La valle Strona è una valle situata nella Provincia del Verbano-Cusio-Ossola, prende il nome dal torrente Strona ed è situata tra la Val d'Ossola (a nord), la Val Corcera (a nord-est) e la Valsesia (a sud). La valle si raggiunge partendo dalla città di Omegna situata nella parte settentrionale del lago d'Orta.

## Geografia fisica

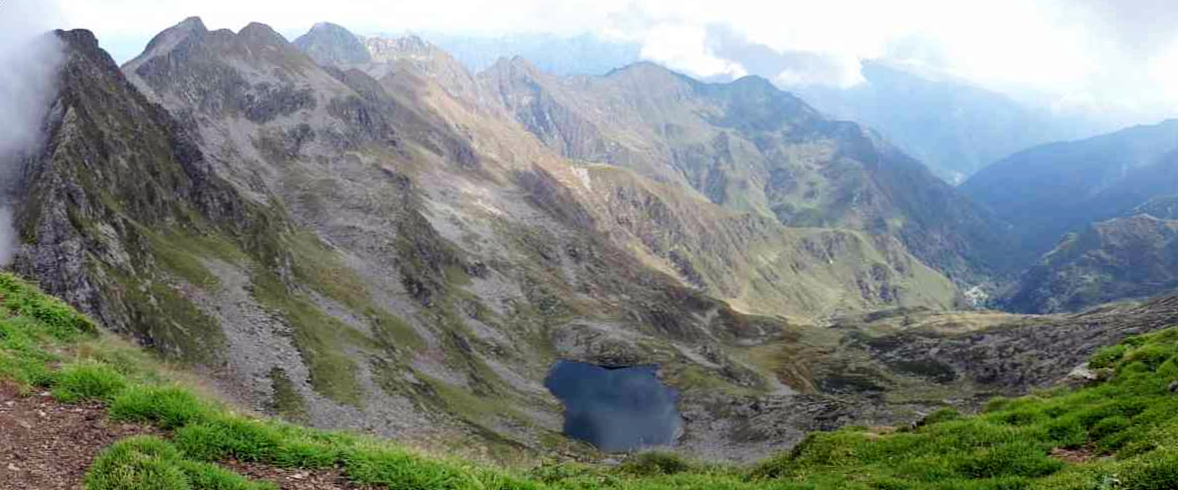
La testata della valle dall'Altemberg

Dal punto di vista orografico la valle si trova all'interno delle Alpi Pennine e separa le Alpi Cusiane (a sud e ad est) dai Contrafforti valsesiani del Monte Rosa (ad ovest). È dominata dal monte Capezzone (2421 m s.l.m.). Tra le altre cime che circondano la vallata si possono ricordare, in senso orario, il Monte Mazzocone, il Monte Croce, il Capio, l'Altemberg, la Cima Lago, il Monte Massone, il Poggio Croce e il monte Cerano.

## Geografia antropica
Inoltrandosi nella valle partendo da Crusinallo (Omegna) si incontrano gli abitati di Canova del Vescovo (frazione di Omegna), Germagno, Chesio, Loreglia, Valstrona con le sue numerose frazioni, e Massiola. Centro principale della valle è il comune di Valstrona che ha sede nella frazione di Strona; fanno parte del comune altri piccoli insediamenti come Luzzogno, Inuggio, Forno, Fornero, Piana di Fornero, Sambughetto e il villaggio walser di Campello Monti (1300 m s.l.m.) abitato solo nei mesi estivi, posto all'estremità della valle.

## Storia
Con il regio decreto 22 dicembre 1927, N. 2521 tutti i piccoli comuni nei quali era divisa la valle vennero unificati e la sede comunale fu portata nella località Strona, attuale capoluogo di Valstrona. Nel dopoguerra furono ricostituiti i tre comuni autonomi di Germagno, Loreglia (con Chesio) e Massiola, mentre le rimanenti località rimasero accorpate nel comune di Valstrona. L'area montuosa alla testata della valle fa oggi parte del parco naturale dell'Alta Val Sesia e dell'Alta Val Strona e costituisce inoltre il Sito di Importanza Comunitaria denominato Campello Monti (cod. IT1140003).

## Economia
L'attività tradizionale della valle Strona è la lavorazione del legno, fino a qualche decennio fa la valle era soprannominata "val di cazzuji" ovvero valle dei cucchiai perché la produzione principale, insieme ad altra oggettistica di legno, erano i cucchiai e i mestoli, negli ultimi decenni gli artigiani del legno (localmente chiamati gratagamul, ovvero "gratta tarli") si sono dedicati alla produzione di statuine di Pinocchio tanto che la valle viene talvolta chiamata valle di Pinocchio.
Nella frazione di Forno è visitabile il Museo sulla lavorazione del legno.

## Demografia dei Comuni

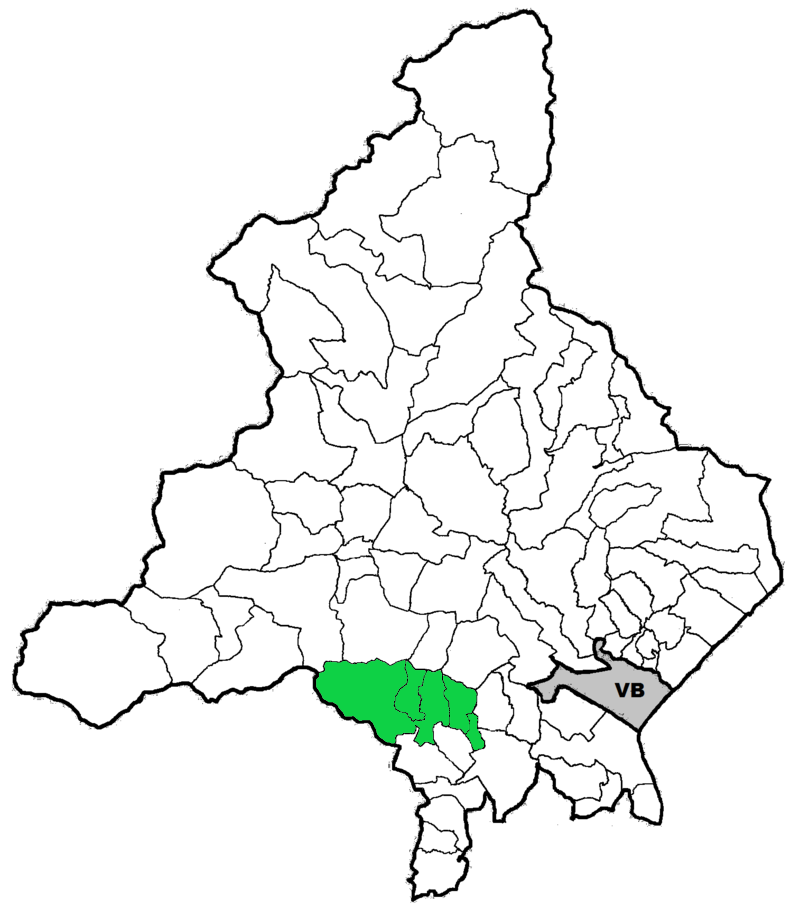
La Valle Strona nel VCO

Nel dettaglio fanno parte della Valle Strona i seguenti 4 comuni (Popolazione residente al 30 novembre 2021 - Dato Istat):
| Posizione    | Stemma | Città     | Popolazione (ab) | Superficie (km²) | Densità (ab/km²) | Altitudine (m s.l.m.) | Altitudine Minima (m s.l.m.) | Altitudine Massima (m s.l.m.) |
| ------------ | ------ | --------- | ---------------- | ---------------- | ---------------- | --------------------- | ---------------------------- | ----------------------------- |
| 1º           |        | Valstrona | 1 164            | 51,89            | 22,4             | 525                   | 474                          | 2405                          |
| 2º           |        | Loreglia  | 220              | 9,15             | 24,0             | 719                   | 416                          | 1878                          |
| 3º           |        | Germagno  | 181              | 2,90             | 62,4             | 602                   | 370                          | 1341                          |
| 4º           |        | Massiola  | 117              | 8,06             | 14,5             | 772                   | 584                          | 2105                          |
| Totale Valle | –      | –         | 1682             | 72               | 23,4             | -                     | 370                          | 2405                          |